# قائمة الإماراتيين حسب صافي الثروة
فيما يلي قائمة المليارديرات حاملي الجنسية الإماراتية حسب التصنيف السنوي لمجلة فوربس لعام 2017:
| الإسم                | الجنسية  | القيمة الصافية (بالمليار دولار) | القطاع             |
| -------------------- | -------- | ------------------------------- | ------------------ |
| ماجد الفطيم          | الإمارات | 10.92                           | مجموعة ماجد الفطيم |
| عبد الله الغرير      | الإمارات | 6.8                             | بنك المشرق         |
| عبد الله الفطيم      | الإمارات | 4.1                             | سيارات، إستثمارات  |
| حسين سجواني          | الإمارات | 4.9                             | عقارات             |
| سيف أحمد الغرير      | الإمارات | 2.1                             | متنوعة             |
| سعيد البطي القبيسي   | الإمارات | 2.7                             | متنوعة             |
| خليفة بن بطي المهيري | الإمارات | 5.1                             | متنوعة             |